# Classicisme de Weimar

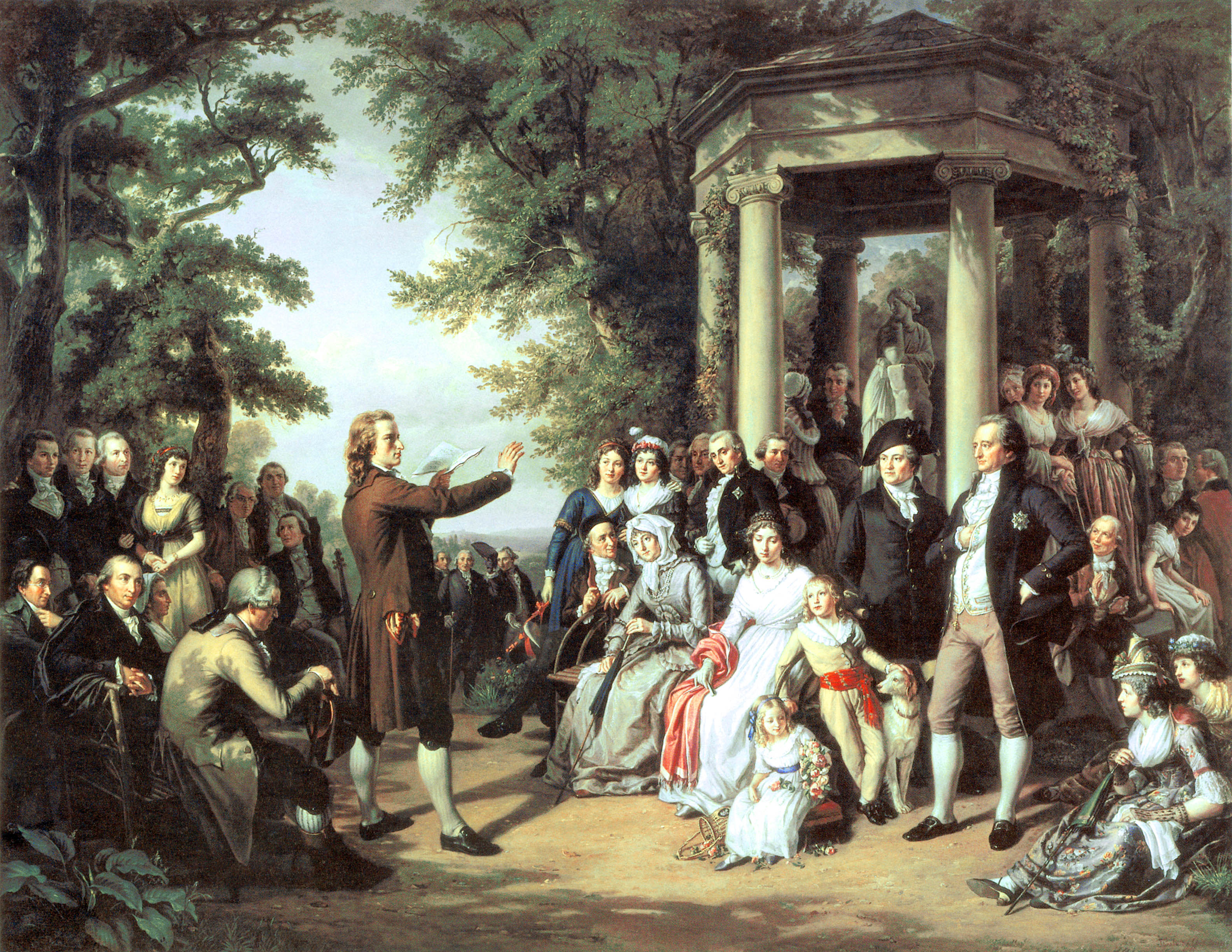
Theobald von Oer : La cour des muses à Weimar - Der Weimarer Musenhof (1860). Schiller fait lecture à Tiefurt. Goethe figure au premier plan à droite, debout dans l'auditoire.

Le classicisme de Weimar (Weimarer Klassik ou Weimarer Klassizismus) est un mouvement littéraire allemand de la fin du XVIIIe siècle et du début du XIXe siècle, marqué par l'activité d'un quatuor d'écrivains installés dans la ville de Weimar : Christoph Martin Wieland, Johann Gottfried von Herder, Johann Wolfgang von Goethe et Friedrich von Schiller. Le terme désigne en particulier la période qui suivit le premier voyage en Italie de Goethe en 1786, et se prolongea jusqu'à la mort de Schiller en 1805. Un élément de grande importance en fut l'amitié entre ces deux poètes, qui dura de 1794 à 1805.

## Essai de définition
L'idée de ce classicisme allemand se dégagea au cours du XIXe siècle, aucun des écrivains cités ne s'étant décrit lui-même comme classique. Deux définitions en sont envisageables.
La première, large, englobe l'époque et les lieux de l'activité de Wieland, Herder, Goethe et Schiller. Cette définition trop simple suggère des correspondances étendues dans la création littéraire des quatre auteurs, avant tout entre Goethe et Schiller de 1794 à 1805 ; néanmoins, les quatre ensemble n'entretinrent pas de relations spécialement approfondies. Par conséquent, cette définition recouvre surtout les personnalités littéraires les plus remarquables de la région culturelle de Weimar et d'Iéna qui n'appartenaient pas au premier romantisme.
La seconde, plus restreinte, se concentre sur la période de création commune de Goethe et Schiller, de onze ans environ. En restreignant la définition à cette intense période d'amitié personnelle et d'« alliance esthétique » en poésie, on peut délimiter plus exactement le classicisme de Weimar au sein de l'environnement culturel complexe de Weimar et d'Iéna vers 1800. Comme Goethe se tint aux principes de cette alliance après la mort de Schiller, on peut considérer que la période se poursuivit en sa personne jusqu'à sa mort en 1832, ce qui permet d'y inclure son œuvre tardive ; toutefois, à cette date, le classicisme de Weimar avait depuis longtemps cessé d'être en tant que mouvement littéraire actif. Les conceptions du XIXe siècle relativement à l'importance du lieu vont un peu trop loin, car Schiller vécut et composa pendant la première moitié de la période classique à Iéna (jusqu'en décembre 1799), de sorte qu'une grande partie de la communication entre eux se fit par lettres et par visites mutuelles. D'un point de vue historique et critique, l'amitié littéraire des deux poètes et leurs œuvres de cette époque permettent de circonscrire plus exactement et utilement le concept.

## Contexte historique et culturel
On peut faire remonter le départ du mouvement à 1772, lorsque la duchesse régente Anne-Amélie de Saxe-Weimar-Eisenach invita Christoph Martin Wieland à s'installer à Weimar pour faire l'éducation de ses deux fils, Charles-Auguste et Constantin.
Avant d'être appelé à la cour ducale en 1775, à 26 ans, également comme précepteur des princes, le jeune Goethe était devenu — en grande partie grâce à l'immense succès de son roman épistolaire Les Souffrances du jeune Werther — chef de file du Sturm und Drang. Après son installation à Weimar, son œuvre ne cessa de s'approfondir dans sa forme et son contenu vers un idéal esthétique s'approchant des classiques antiques. C'est à la recherche de cet idéal que Goethe entreprit en 1786 un voyage en Italie déterminant. Dès son retour au début de l'an 1788, il se fit décharger des fonctions qu'il avait jusqu'alors occupées et fit la connaissance de Schiller en septembre à Rudolstadt. La rencontre fut assez décevante pour l'un comme l'autre : Goethe tenait Schiller pour une tête brûlée du Sturm und Drang, et Schiller voyait un fort contraste entre l'approche poétique de Goethe et la sienne.
En 1776, Johann Gottfried Herder, par l'entremise de Goethe qui l'admirait, vint également s'installer à Weimar comme surintendant général — non sans que leur relation s'attiédisse peu après.
Schiller et Goethe se rapprochèrent en 1794 lors d'une conférence à Iéna, alors que leurs jugements l'un envers l'autre avaient déjà quelque peu changé — cf. l'essai de Schiller Sur la poésie naïve et sentimentale (Über naive und sentimentalische Dichtung) en 1795. Cet aboutissement résulta de deux lettres déterminantes de Schiller à Goethe, les 23 et 31 août 1794, dans lesquelles il sollicita et obtint son amitié. Schiller et Goethe s'influencèrent l'un l'autre considérablement, et l'un des témoignages les plus précieux du classicisme de Weimar est leur correspondance qui s'ensuivit.

## Esthétique et thématique

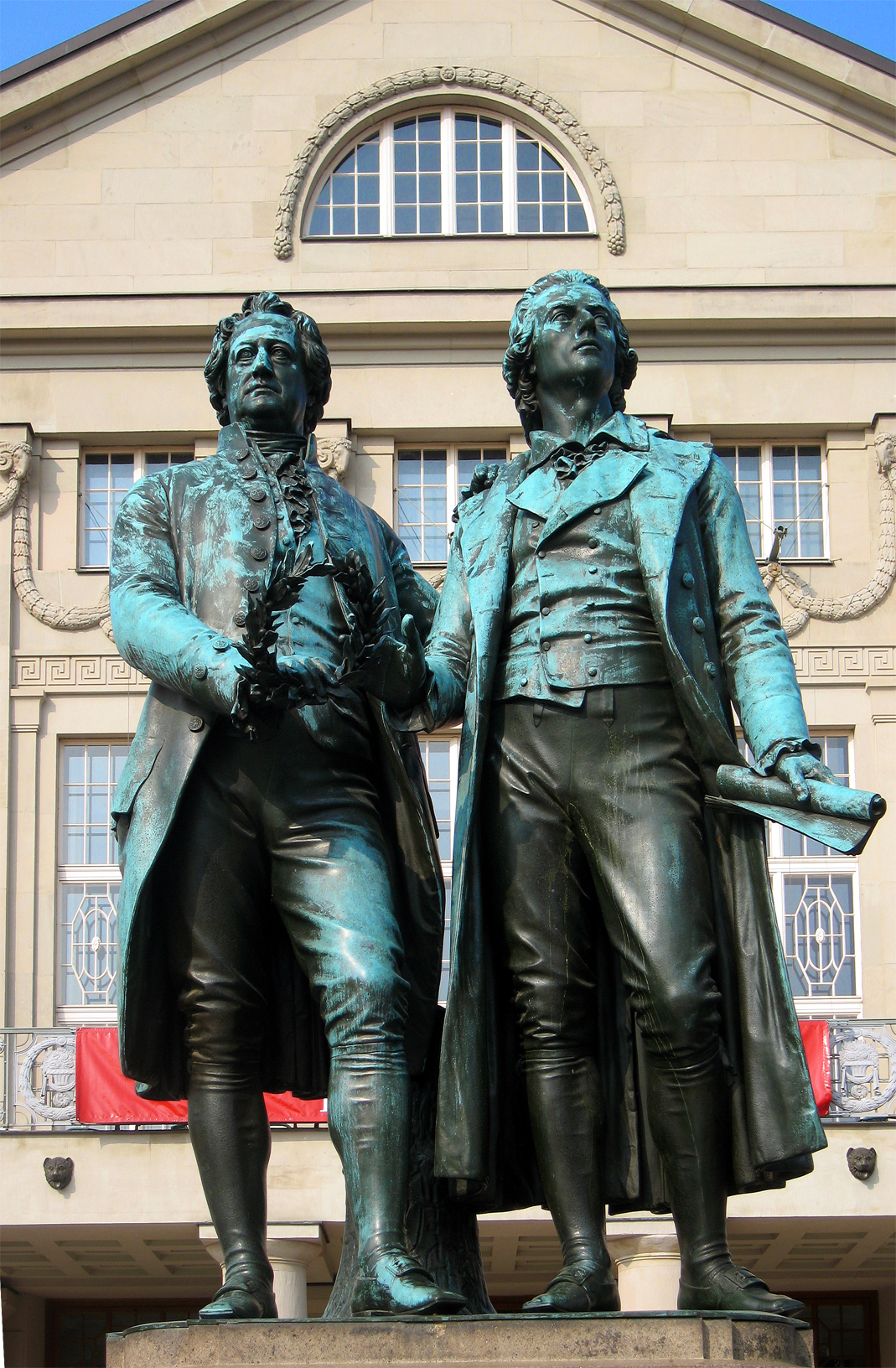
Monument de Goethe et Schiller à Weimar

Sous l'influence du critique et archéologue Johann Joachim Winckelmann, qui avait publié ses Réflexions sur l'imitation des œuvres grecques dans la sculpture et la peinture (Gedanken über die Nachahmung der griechischen Werke in der Malerei und Bildhauerkunst, 1755) et une Histoire de l'art dans l'Antiquité (Geschichte der Kunst des Alterthums, 1764), Goethe et Schiller orientèrent leur œuvre littéraire vers une esthétique inspirée de l'art de la Grèce antique et des modèles classiques, valorisant l'unité organique et l'harmonie d'ensemble : art de noble simplicité et calme grandeur (edle Einfalt und stille Größe) selon les mots de Winckelmann.
Cette conception de l'art contraste avec celle que développait autour d'Iéna le mouvement contemporain qu'était la première vague du romantisme allemand. On comprend ainsi les critiques persistantes et piquantes de Goethe à l'égard de celui-ci. Après la mort de Schiller, la fidélité à ces principes éclaire en partie la nature des idées artistiques de Goethe, leur croisement avec ses réflexions scientifiques, et contribue à la cohérence de son œuvre.
Le classicisme de Weimar peut se voir aussi comme essai de conciliation entre la vivacité du sentiment, mise en relief par l'Empfindsamkeit et le Sturm und Drang, et la clarté de la pensée héritée des Lumières (Aufklärung). Le concept d'harmonie (ou aussi de totalité), perçu comme élément fondamental de la culture grecque, y est central ; développé en un temps de bouleversements politiques et sociaux, il n'est ni aspiration à une perfection platonicienne, ni un idéalisme universel, conception romantique qui sera systématisée par Hegel ; c'est l'expression unique d'une personnalité singulière et imparfaite. Suivant l'exemple de l'idéal artistique de l'Antiquité, on recherche l'achèvement et la concordance du contenu et de la forme. Une même œuvre d'art peut allier des approches objectives et subjectives de la poésie — en d'autres mots, « classicisme » et « romantisme » — pour atteindre à l'excellence. Cette aspiration à l'harmonie des contraires est caractéristique du classicisme de Weimar.
Le débat sur la Révolution française et ses idéaux de liberté, d'égalité et de fraternité, dont l'influence se fit sentir sur tout le monde culturel allemand (exemple : la musique de Ludwig van Beethoven), sont un thème fondamental du classicisme de Weimar. Tandis que Goethe recherchait dans la nature un modèle de relation universelle entre tous les phénomènes, l'histoire devint pour Schiller la source d'inspiration principale. D'autres traits caractéristiques sont :
- la recherche d'un gouvernement de raison en une évolution progressive à long terme plutôt qu'un bouleversement violent (tel que la Révolution française), par un programme d'éducation esthétique : les hommes doivent être éduqués à l'humanité par l'art et la littérature et par là rendus mûrs pour des changements sociaux ;
- l'idéal éducatif de la belle âme (schöne Seele), l'homme tranquille et éclairé dont l'action, le devoir et les aspirations concordent ;
- l'humanité et la tolérance ;
- la recherche d'une harmonie en société, par opposition à l'égocentrisme du Sturm und Drang ;
- l'intemporalité d'une époque tournée vers des sujets « au-dessus de toute influence du temps » que sont les véritables valeurs humaines ;
- la corruption personnelle considérée comme juste châtiment des manquements passés aux mœurs et à la morale.

Le genre le plus important est le drame, suivi de la poésie lyrique et épique. 
Le classicisme de Weimar n'a pas seulement reçu ce nom du fait de son orientation vers l'Antiquité, qui commença avec les commentaires de Wieland, et se refléta aussi dans la forme d'œuvres nombreuses — en particulier chez Goethe. Il est également considéré comme l'époque classique de la poésie et de la langue allemandes.
Le romantisme, mouvement concurrent, restreignit plus tard l'idée de « classicisme » à l'imitation formelle de l'antique et en fit un concept polémique dirigé avant tout contre Schiller. De ce point de vue, il ne désigne pas une époque exemplaire, mais une école suivant l'exemple de la Grèce classique.
Il faut toutefois noter que ce classicisme de Weimar n'a que peu à voir avec le classicisme français du Grand Siècle. On ne cherche en effet pas tant à retrouver la forme que l'essence de la littérature antique : soit, identifier le regard que les hommes de l'Antiquité pourraient avoir sur les événements modernes. Ce n'est ainsi pas une imitation servile mais une volonté de réactualiser les modalités de l'esprit antique. Ainsi, à la différence des écrivains français du XVIIe siècle, Goethe et Schiller n'hésitent pas à prendre des sujets modernes ou proches dans le temps (de fait l'épopée Hermann et Dorothée est censée se dérouler quelques années tout au plus avant sa rédaction effective), à user de formes lyriques inconnues des anciens (les ballades) et à modifier les données des sujets antiques (dans son fragment d'épopée, l'Achilléide, Goethe donne un tour très personnel à la personnalité d'Achille).

## Œuvres représentatives

### Christoph Martin Wieland
- Alceste, singspiel (créé à Weimar le 25 mai 1773)
- Histoire des Abdéritains, roman (Leipzig 1774-1780)
- Hann et Gulpenheh, récit en vers (Weimar 1778)
- Schach Lolo, récit en vers (Weimar 1778)
- Obéron, récit en vers (Weimar 1780; version abrégée : Leipzig 1784)
- Dschinnistan (3 vol., Winterthur 1786-1789)
- Histoire secrète du philosophe Peregrinus Proteus, roman (préimprimé à Weimar en 1788-1789 ; Leipzig 1791)
- Agathodämon, roman (Leipzig 1796-1797)
- Aristippe et quelques-uns de ses contemporains, roman épistolaire (4 vol., Leipzig 1800-1802)
- Ménandre et Glycérion, roman d'amour épistolaire (Leipzig 1804)

### Johann Gottfried von Herder
- Les voix des peuples dans leurs chants (recueil de chansons traditionnelles de différents pays, paru sous ce titre en 1807 ; première édition en 1778-1779)
- Idées sur la philosophie de l'histoire de l'humanité (4 vol., 1784-1791)
- Lettres pour le progrès de l'humanité ; dix recueils (1791-1797)
- Terpsichore (Lübeck 1795)
- Écrits chrétiens (Riga 1796-1799, 5 recueils)
- Métacritique de la critique de la raison pure (Leipzig 1799, 2 vol.)
- Calligone (Leipzig 1800)

### Johann Wolfgang von Goethe
- Egmont (tragédie commencée en 1775, imprimée en 1788)
- In allen guten Stunden (chant maçonnique, 1775)
- La Vocation théâtrale de Wilhelm Meister (« Urmeister », roman, commencé en 1776, imprimé en 1911)
- Stella. Une pièce pour ceux qui s'aiment (drame, 1776)
- Iphigénie en Tauride (drame, commencé en 1779, imprimé en 1787)
- Torquato Tasso (drame, commencé en 1780, imprimé en 1790)
- Sur l'os intermaxillaire de l'homme et des animaux (étude, 1786)
- Élégies romaines (écrit en 1788–90)
- Épigrammes vénitiennes (1790)
- Ballades (composées jusqu'en 1816). Elles comprennent notamment Le Roi des aulnes, L'Apprenti sorcier, La Fiancée de Corinthe, Le Dieu et la bayadère, La Première nuit de Walpurgis.
- Faust. Un fragment (1790)
- Contributions à l'optique (études, 1791-1792)
- Le Grand Cophte (comédie, imprimée en 1792)
- Le Général citoyen (comédie, 1793)
- Reineke Fuchs (poème épique en hexamètres, inspiré du Roman de Renart, 1794)
- Entretiens d'émigrés allemands (1795)
- Les Années d'apprentissage de Wilhelm Meister (roman, 1795-1796)
- Sur la poésie épique et dramatique, écrit avec Schiller (essai, 1797)
- Xénies (épigrammes composées avec Schiller, 1796)
- Faust. Une tragédie (« Faust I », commencé en 1797, publié pour la première fois sous ce titre en 1808)
- Nouvelle (commencé en 1797)
- Hermann et Dorothée (idylle en hexamètres, 1798)
- La Fille naturelle (tragédie, 1804)
- Les Années de voyage de Wilhelm Meister (roman commencé en 1807, imprimé en 1821, complété en 1829)
- Les Affinités électives (roman, 1809)
- Théorie des couleurs (étude, 1810)
- Ma vie. Poésie et vérité. (mémoires, 1811 ; seconde partie posthume en 1833)
- Voyage en Italie (récit autobiographique, 1816-1817)
- Divan occidental-oriental (recueil inspiré par la poésie soufie du poète persan Hafez, 1819)
- La Campagne de France (récit autobiographique, 1822)
- Faust II (1832, posthume)

### Friedrich von Schiller
- Don Carlos (tragédie, 1787)
- De l'art tragique (essai, 1791)
- De la cause du plaisir que nous prenons aux objets tragiques (essai, 1792)
- Lettres d'Augustenburg (1793)
- Sur la grâce et la dignité (essai, 1793)
- Lettres de Callias (1793)
- Les Heures (revue mensuelle publiée à partir de 1795)
- Sur l'éducation esthétique de l'homme (essai, 1795)
- Sur la poésie naïve et sentimentale (essai, 1795)
- Sur la poésie épique et dramatique, écrit avec Goethe (essai, 1797)
- Xénies (épigrammes composées avec Goethe, 1797)
- Ballades (1797-1798)
- Wallenstein (drame en trois parties, 1799)
- Le Chant de la cloche (poème, 1799)
- Nénie (poème, 1800)
- Marie Stuart (drame, 1800)
- La Pucelle d'Orléans (tragédie, 1801)
- La Fiancée de Messine (tragédie, 1803)
- La Fête de la victoire (poème, 1803)
- Guillaume Tell (drame, 1803-1804)
- L'Hommage des arts (poème, 1804)
- Démétrius (drame inachevé, 1805)